# Asesinato de Sian O'Callaghan
Sian Emma O'Callaghan (Swindon, Inglaterra; 3 de junio de 1988 - c. 19 de marzo de 2011) fue una joven británica de 22 años que desapareció de Swindon, después de haber sido vista por última vez en un club nocturno de la ciudad en las primeras horas del 19 de marzo de 2011. Su cuerpo fue encontrado cinco días más tarde, el 24 de marzo, cerca de Uffington, en el condado de Oxfordshire, a 20 km al este de su última ubicación. El 19 de octubre de 2012, en el Tribunal de la Corona de Bristol, Christopher Halliwell, de 48 años, se declaró culpable del asesinato de O'Callaghan.

## Línea del tiempo de los acontecimientos

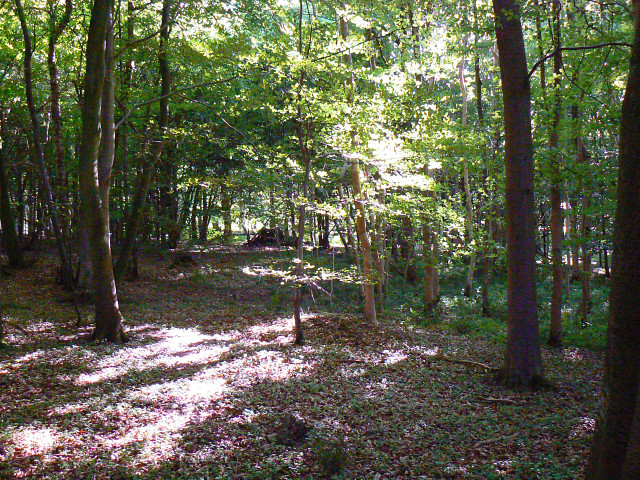
El bosque de Savernake fue registrado extensamente por la policía en busca de su cuerpo.

A las 2:52 horas de la madrugada del 19 de marzo de 2011, O'Callaghan fue captada por el CCTV de la discoteca Suju de Swindon caminando unos 800 metros hasta el piso que compartía con su novio, Kevin Reape, en la zona del casco antiguo. Reape envió un mensaje de texto a O'Callaghan a las 3:24; los análisis posteriores demostraron que su teléfono móvil se encontraba en la zona del bosque de Savernake, a 20 km de distancia, en el momento en que se recibió el mensaje. A las 9:45, Reape se puso en contacto con la policía y denunció la desaparición de O'Callaghan.
El 20 de marzo, la policía hizo su primer llamamiento público para recabar información y anunció que había iniciado la búsqueda en el bosque de Savernake. Afirmó que el tiempo transcurrido entre la aparición de O'Callaghan en el circuito cerrado de televisión del club y la señal de su teléfono móvil (2:52 y 3:24 respectivamente) significaba que el trayecto de Swindon al bosque sólo podía haberse realizado en un vehículo. El 22 de marzo, unos 400 ciudadanos se unieron a la policía en su búsqueda por el bosque. Ese mismo día, un donante anónimo ofreció una recompensa de 20 000 libras por información que permitiera encontrar a O'Callaghan.
El 23 de marzo, la policía anunció que el análisis de las señales de los teléfonos móviles de O'Callaghan había permitido identificar una serie de "puntos calientes" que debían investigarse. El detective superintendente Stephen Fulcher, de la policía de Wiltshire, dijo que la investigación avanzaba a un "ritmo rápido" y que se estaban desarrollando "importantes líneas de investigación". Se pidió a los ciudadanos que se abstuvieran de realizar búsquedas. El 24 de marzo, la policía hizo un llamamiento urgente a los testigos de un Toyota Avensis verde con marcas de taxi, que había sido visto entre Swindon y el bosque de Savernake poco después de la desaparición de O'Callaghan.

### Arresto y descubrimiento del cuerpo
En la tarde del 24 de marzo, la policía detuvo a un taxista de 47 años, Christopher Halliwell, vecino de Swindon, sospechoso de secuestro. La detención se produjo en un supermercado Asda del norte de la ciudad, donde también se incautó su taxi, un Toyota Avensis verde. Más tarde, ese mismo día, se encontró el cadáver de O'Callaghan en una fosa poco profunda cerca de Uffington, en el condado de Oxfordshire.
El 26 de marzo, el sospechoso fue acusado del asesinato de O'Callaghan. Durante una rueda de prensa celebrada el 26 de marzo, Fulcher declaró que las pruebas habían revelado que la joven no había sido violada. El 1 de abril, en la investigación del tribunal forense de Oxford se dijo que era probable que hubiera muerto a causa de lesiones en la cabeza, aunque un patólogo forense del Ministerio del Interior aún no había confirmado una causa precisa de la muerte. El funeral de O'Callaghan se celebró en el crematorio de Kingsdown el 18 de abril de 2011.

## Juicio
El 31 de mayo de 2012, el taxista Christopher Halliwell compareció ante el tribunal en una vista de alegaciones y gestión del caso y se declaró inocente del cargo de asesinato de Sian O'Callaghan. El 19 de octubre de 2012, compareció ante el Tribunal de la Corona de Bristol y se declaró culpable de su asesinato. Fue condenado a cadena perpetua con una pena mínima de 25 años. La sentencia fue confirmada el 14 de diciembre de dicho año.

### Asesinato de Becky Godden-Edwards
Tras la declaración de culpabilidad, se supo que se había retirado un segundo cargo de asesinato contra Halliwell como consecuencia de un error en la gestión policial del caso. El cadáver de Becky Godden-Edwards, de 20 años, una joven cuya desaparición se había denunciado en 2007, fue hallado tras la detención de Halliwell; él había conducido a la policía hasta el cuerpo. La jueza Laura Cox dictaminó que las confesiones de Halliwell de haber matado a cada una de las mujeres eran inadmisibles como prueba, ya que el detective superintendente Stephen Fulcher había infringido las directrices de la Ley de Policía y Pruebas Penales de 1984 al no amonestar a Halliwell y negarle el acceso a un abogado durante el periodo en que se obtuvieron las confesiones.
El 23 de abril de 2013, una investigación en el Tribunal Forense de Oxford sobre la muerte de Godden-Edwards registró un veredicto narrativo que afirmaba que la causa de su muerte, que se cree que fue en los últimos días de 2002 o principios de 2003, fue "no determinada pero probablemente causada ilegalmente por un tercero". En septiembre de 2013, la Comisión Independiente de Quejas contra la Policía publicó el resultado de una investigación, según la cual Fulcher tenía que responder por falta grave por infracción de la Ley de Pruebas Policiales y Criminales y por hacer caso omiso de las órdenes de la fuerza.
En enero de 2014, fue declarado culpable de falta grave y recibió una advertencia final por escrito por parte de un tribunal disciplinario. En el mes de mayo Fulcher dimitió de la Policía de Wiltshire. Karen Edwards, madre de Becky Godden-Edwards, comentó: "Si hubiera seguido las directrices, nunca se habría encontrado a Becky, nunca habría entrado en la ecuación".
El 31 de marzo de 2016, Christopher Halliwell fue acusado del asesinato de Godden-Edwards ante los magistrados de Chippenham, Wiltshire. El 19 de septiembre, un jurado del Tribunal de la Corona de Bristol lo declaró culpable del asesinato tras dos horas de deliberación. El 23 de septiembre, el juez John Griffith Williams condenó a Halliwell a cadena perpetua con una orden de cadena perpetua completa por el asesinato, lo que significa que cumpliría su condena sin posibilidad de libertad condicional.
El 2 de septiembre de 2019, ITV emitió el primer episodio de A Confession, una serie dramática de seis partes basada en el caso, con Martin Freeman en el papel del detective superintendente Fulcher y Joe Absolom en el de Halliwell. En septiembre de 2022, una investigación de la Oficina Independiente de Conducta Policial descubrió que la Policía de Wiltshire había perdido oportunidades significativas entre 2011 y 2014 para llevar a Halliwell ante la justicia antes por el asesinato.

## Casos relacionados
En el libro de 2017 del detective Stephen Fulcher sobre los casos O'Callaghan y Godden-Edwards, escribió que después de detener a Halliwell había ordenado la reapertura de la investigación sobre la desaparición sin resolver en 1995 de la prostituta Sally Ann John, creyendo que podría haberla asesinado. Fue vista con vida por última vez en la calle Aylesbury de Swindon a las 22:45 del viernes 8 de septiembre de 1995, en una zona cercana al barrio rojo de la ciudad. Esa noche tenía previsto buscar clientes hasta cerca de medianoche. Se establecieron vínculos con Halliwell, ya que tanto él como la prostituta de 23 años habían vivido en Broad Street, Swindon, y se sabía que Halliwell había sido cliente de ella. Sin embargo, poco después de que Fulcher abandonara el cuerpo, la policía de Wiltshire volvió a cerrar la investigación.
El caso se reabrió posteriormente en noviembre de 2014, esta vez como una investigación de asesinato, tras el descubrimiento de "nueva información significativa", aunque en esta etapa se declaró que la investigación no estaba siendo vinculada a una nueva investigación en la antigua casa de Halliwell. En 2015, la policía registró el último domicilio conocido de Sally Ann John en Kimmeridge Close, en Swindon, y días después detuvo a tres hombres, dos de 52 años y un tercero de 50 años como sospechosos de su secuestro y asesinato. Posteriormente fueron puestos en libertad bajo fianza a la espera de nuevas investigaciones. En febrero de 2017, se realizaron dos nuevos registros en propiedades de Broad Street, donde vivían Halliwell y John.
En marzo de 2017, el caso de Sally Ann John apareció en el programa de televisión de la BBC Crimewatch. Los detectives declararon que se habían puesto en contacto con los investigadores del caso Halliwell, pero que mantenían la "mente abierta" ante las informaciones de prensa que afirmaban que él podría haber estado implicado. La madre de John reveló que su hija había empezado a relacionarse con "gente equivocada" al final de su adolescencia, y continuó asociándose con ellos a pesar de las advertencias de que tenían mala reputación, aunque poco antes de desaparecer había planeado intentar alejarse de la vida del trabajo sexual. Tras su desaparición, su casa fue registrada, pero no faltaba nada ni había nada anormal. Lo más importante es que en el programa se reveló que varias postales enviadas semanas después de la desaparición de John a un amigo habían sido falsificadas. Una de ellas fue enviada desde Londres tres semanas después de su desaparición, afirmando que se encontraba bien y a salvo. Se descubrió de forma concluyente que la letra no era la de John, lo que demostraba que una persona no identificada había falsificado a propósito un mensaje suyo.
En 2020, la policía de Merseyside abrió una investigación sobre el asesinato sin resolver de Julie Finley en 1994, después de los informes de un posible vínculo con Halliwell. En diciembre de 2022, no se habían presentado cargos. En 2023, un documental de Channel 4, In the Footsteps of Killers, sugirió un vínculo entre Halliwell y la desaparición de Trevaline Evans, que desapareció de su tienda de antigüedades en Llangollen, aunque este vínculo sigue sin probarse.